# Dreitausender
Dreitausender ist eine Bezeichnung für Berggipfel, die mindestens 3000, aber weniger als 4000 Meter über dem Meer hoch sind. Entsprechend gibt es auch Bezeichnungen wie Zweitausender oder Viertausender. Gemäß UIAA müssen diese Gipfel jeweils gewisse Kriterien wie eine Mindest-Schartenhöhe erfüllen. Graterhebungen, welche diese Standards nicht erfüllen, werden auch nicht als eigenständige Gipfel anerkannt.

## Klimatologische Bedeutung
In den gemäßigten Breiten spielen die Dreitausender eine bedeutende Rolle, da die Jahresmitteltemperatur auf 3000 m unter dem Gefrierpunkt liegt. So bilden die Dreitausender-Ketten wichtige Klimascheiden und tragen Vergletscherung – in den Alpen etwa ist die 3000-Meter-Höhenlinie die allgemeine Grenze der Nival-Stufe; nur vereinzelte Gletscherberge sind weniger als 3000 m hoch (z. B. der Dachstein als östlichster vergletscherter Berg der Alpen ist mit 2995 m kein Dreitausender).
Im Mittelmeerraum hingegen sind auch die Dreitausender eisfrei. In den Tropen hat die 3000-Meter-Marke keine klimatologische Bedeutung: Hier liegt die Schneegrenze bei ca. 4500 bis 5000 m, in den trockenen Kontinentalgebieten (Transhimalaya, Anden) bis 6500 m.

## Alpinismus
Die Bezeichnung „Dreitausender“ wird aus Gründen des Tourismus gerne dort verwendet, wo nur einzelne Gipfel dieses Niveau überragen – z. B. in den Südalpen, im östlichen Teil Österreichs, in den Kalkalpen oder dem restlichen Europa. So ist die Parseierspitze in den Lechtaler Alpen mit 3036 m der einzige Dreitausender der nördlichen Kalkalpen.
In den Alpen oder Pyrenäen etwa erfordert die Ersteigung dieses Höhenbereiches und seiner oft steilen Berghänge von den Bergsteigern bereits erhebliche Erfahrung und wetterfeste Ausrüstung, was sie – ebenso wie die Plötzlichkeit mancher Wetterumschwünge – von vielen Zweitausendertouren unterscheidet. Sie stellen durchwegs anspruchsvolle Hochtouren dar.
Der im Alpinismus geprägte Begriff des Leichten Dreitausenders oder Wanderdreitausenders bezeichnet Berge oberhalb der Marke, die noch keine sonderlich anspruchsvollen Touren darstellen. Als typische „leichte“ Dreitausender gelten beispielsweise der Piz Boè (3152 m) in Südtirol, der von der Pordoi-Seilbahn in einer Stunde erwanderbar ist, oder vom Umbrailpass auf den 3032 m hohen Piz Umbrail. Zu den höchsten leichten Dreitausendern der Alpen gehören das Üsser Barrhorn (3620 m) in den Walliser Alpen und der Monte Vioz (3645 m, südliche Ortlergruppe). Bei diesen Touren stellt die fehlende Akklimatisation an die schon enorme Höhe das Hauptrisiko dar. Die höchsten technisch erschlossenen 3000er der Alpen (und damit höchsten Seilbahnen Europas) sind das Klein Matterhorn (3883 m) bei Zermatt und die Aiguille du Midi (3842 m) am Mont Blanc.
Als höchster 3000er der Alpen gilt der Piz Zupò (3996 m) in der Berninagruppe. Der berühmteste 3000er weltweit dürfte, aufgrund der Besteigungsgeschichte seiner Nordwand, der Eiger (3967 m) sein.

## Alpen

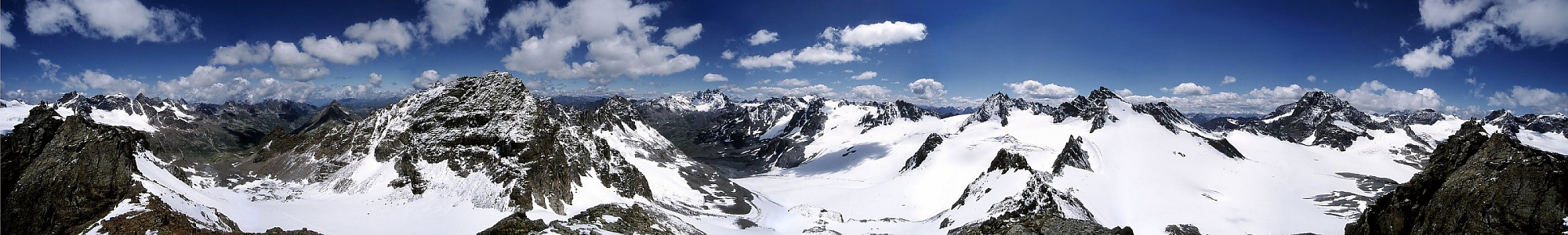
Silvretta-Panorama mit Gipfeln zwischen 3000 und 3400 Meter

Die östlichsten Dreitausender der Alpen stehen in der Hafnergruppe im Osten der Hohen Tauern (von West nach Ost: Großer Hafner 3076 m, Lanischhafner 3018 m, Lanischeck 3022 m, Großer oder Malteiner Sonnblick 3030 m und Mittlerer Sonnblick 3000 m). Die nördlichsten 3000er befinden sich in den Nordkämmen der Hohen Tauern, Zillertaler, Ötztaler und Stubaier Alpen (sowie die Parseierspitze der Lechtaler Alpen). Die südlichsten 3000er finden sich im Hauptkamm der Meeralpen (Argentara-Gruppe), dem Mercantour und der Pelat-Gruppe mit etwa einem Dutzend von Hauptgipfeln über 3000 Meter Seehöhe. In den östlicheren Alpen liegt die Südgrenze in den Bergamasker Alpen (3 Hauptgipfel), der Adamello–Presanella-Gruppe (etwa ein Dutzend) und den Dolomiten (64 Gipfel). Damit umfasst der Gebirgsraum der Alpen, in dem Gipfel die 3000er-Marke übersteigen, grob zwei Drittel der Fläche, wobei diese Zone in den Westalpen insgesamt wesentlich näher an den Alpenrand tritt, als in den Ostalpen mit ihren weitläufigen Vorgebirgssystemen: Der östlichste 3000er ist über 200 Kilometer vom pannonischen Alpenrand entfernt, der westlichste nur etwa 60 vom Rhonetal. Ein Gutteil dieses sensiblen hochalpinen Raumes ist durch Schutzgebiete abgesichert, er bildet aber auch den touristischen Kernraum der Alpen.
| Östlichster Dreitausender der Alpen:  | Mittlerer Sonnblick | 3000 m | Österreich         | 47° 03′ 13″ N, 013° 25′ 55″ O |
| Westlichster Dreitausender der Alpen: | Le Rochail          | 3023 m | Frankreich         | 44° 58′ 51″ N, 006° 01′ 41″ O |
| Nördlichster Dreitausender der Alpen: | Bauernbrachkopf     | 3125 m | Österreich         | 47° 11′ 31″ N, 012° 44′ 58″ O |
| Südlichster Dreitausender der Alpen:  | Mont Clapier        | 3045 m | Italien/Frankreich | 44° 06′ 53″ N, 007° 25′ 11″ O |

Die Schweiz, Frankreich, Österreich und Italien haben viele hundert Alpengipfel über 3000 Meter. Deutschlands Zugspitze mit 2964 m verfehlt die runde Marke knapp, Sloweniens Triglav bleibt schon deutlich unter der Marke. Liechtenstein, obwohl es das einzige Land ist, das vollständig in den Alpen liegt, hat keinen 3000er auf seinem Landesgebiet.

## Sonstiges Europa
Neben den Alpen, dem dominanten Gebirge – wenn man vom Kaukasus absieht, der eine mögliche Grenze Europas bildet, und mit dem Elbrus (5642 m) so den höchsten Berg Europas stellte – kulminieren nur folgende Großgebirgssysteme in Dreitausendern:
- Pyrenäen: Pico de Aneto (3404 m); mehr als zweihundert Dreitausender[7]
- Sierra Nevada: Mulhacén (3482 m, höchster Berg Südwesteuropas), mit einem guten Dutzend Dreitausender-Stöcken.[8]

Spanien ist damit neben den vier wichtigsten Alpenstaaten – und abgesehen von Russland und der Türkei sowie den Staaten mit außereuropäischen Kolonien – das einzige weitere Land Europas mit Dreitausendern.
Ein weiterer Dreitausender ist der höchste Vulkan Europas, der 3403 m hohe Ätna auf Sizilien.
Die höchsten Berge Südosteuropas erreichen die 3000er Marke knapp nicht. In Bulgarien befindet sich im Rila-Gebirge der 2925 m  hohe Musala und im Pirin-Gebirge der 2914 m hohe Wichren. Auch der höchste Berg Griechenlands, der Olymp, bleibt mit 2918 m unter der 3000er Marke. Der Gran Sasso d’Italia, das höchste Gebirgsmassiv der Apenninen, erreicht eine maximale Höhe von 2912 m. Alle anderen Gebirge Europas bleiben unter 2800 m.

## Dreitausender auf der Arabischen Platte
Im geologisch bzw. tektonisch definierten Bereich der Arabischen Platte liegen drei Gebirge mit einer Höhe über dreitausend Metern. Das südwestliche Randgebirge der Arabischen Halbinsel, das sich topografisch als Einheit darstellt, im Territorium des Jemen jedoch als Jemenitische Bergland und auf saudi-arabischem Territorium als Asir-Gebirge bezeichnet wird, hat seinen höchsten Punkt im Dschabal an-Nabi Schuʿaib (3665 m) westlich der jemenitischen Hauptstadt Sanaa. Im Bereich des Asir-Gebirges sind der Dschabal Ferwaʿ (3002 m) und der Dschabal Sauda (2999 m) die höchsten Berge. Das Libanongebirge erreicht im al-Qurnat as-Sauda eine Höhe von 3088 m. Die höchsten Berge des Hadschar-Gebirges im Südosten der Arabischen Platte liegen im Oman. Die höchste Höhe erreicht das Hadschar-Gebirge im Dschabal Schams (3018 m).

## Afrika
In den verschiedenen Ketten des Atlasgebirges und im Hochland von Abessinien liegen neben den Viertausendern eine Vielzahl von Dreitausendern. Im Grenzgebiet von Libyen und Tschad liegen im Tibesti-Gebirge einige Vulkane mit einer Höhe über 3000 m: im Südosten des Tibesti der Emi Koussi (3445 m) und nördlich von diesem der Tarso Ahon (3173 m), im Nordosten des Gebirges der Mouskorbé (3135 m), im Zentrum der Tarso Kobour (3072 m) und im Westen des Tibesti der Tarso Toussidé (3315 m) und der Ehi Timi Ouli (3040 m). Im Westen des Sudan liegt der Vulkan Marra (3042 m). Im Süden des afrikanischen Kontinents liegt im Grenzgebiet der Republik Südafrika und Lesotho die weit ausgreifende Bergkette der Drakensberge (3482 m).

### Region des Großen Afrikanischen Grabenbruchs (ohne Hochland von Abessinien)
Im Gebiet des Großen Afrikanischer Grabenbruchs im Osten Afrikas liegen viele Dreitausender vulkanischen Ursprungs, aber auch Dreitausender in verschiedenen Faltengebirgen. Die westliche Bergkette des Kilimanjaro, die Shira Ridge (3964 m), der Ithanguni (3894 m) im Nordosten des Mount Kenya-Massivs, und im Aberdare-Nationalpark Mount Kinangop (3906 m) und Mount Kipipiri (3370 m) sind prominente Dreitausender in Gebirgen, deren höchste Gipfel Fünftausender bzw. Viertausender sind. Der südlichste Dreitausender der Region des Großen Afrikanischen Grabenbruchs ist der Sapitwa im Mulanje-Massiv (3002 m) südlich des Malawisees. Im zentralen Norden Tansanias liegt der Hanang (3417 m), und noch etwas weiter nördlich, in den Crater Highlands im Naturschutzgebiet Ngorongoro, liegen die Vulkane Loolmalasin (3648 m), Empakaai (3262 m), Oldeani (3216 m), Lemagrut (3132 m) und Olmoti (3080 m). In Kenia, nordwestlich von Nakuru, liegt der Mount Londiani (3014 m), und südlich daran anschließend das Mau Escarpment (3107 m). Östlich des Mount Elgon liegen die Cherangani-Hills (3530 m) und der Mtelo (3325 m). Nördlich des Mount Elgon, auf ugandischem Staatsgebiet, befinden sich die Vulkane Kadam (3063 m) und Mount Moroto (3083 m). Weiter nordwestlich im Grenzgebiet von Uganda und dem Südsudan liegen im Imatong-Gebirge (3187 m) die nördlichsten Dreitausender Ostafrikas außerhalb des Hochlands von Abessinien.
Der Zentralafrikanische Graben ist der westliche Zweig des Großen Afrikanischer Grabenbruchs. Er zweigt nördlich des Malawisees nach Nordwesten in Richtung Tanganjikasee ab. Nordwestlich des Tanganjikasees liegen die Itombwe Mountains (3480 m), weiter nördlich, im Südwesten des Kiwusees, folgt der Kahuzi (3308 m). Nördlich des Kiwusees liegen die Virunga-Vulkane, die neben drei Viertausendern je nach Zählweise sechs bis acht Dreitausender aufweisen, deren bedeutendste der Visoke (3711 m), der Sabinyo (3634 m), der Gahinga (3474 m), der Nyiragongo (3470 m) und der Nyamuragira (3058 m) sind. Im Nordosten des Eduardsees liegt der Wuhevi (auch Tshiaberimu, 3095 m), und nördlich des Eduardsees das Ruwenzori-Gebirge mit einigen Vorbergen zwischen 3000 und 4000 Metern.

## Japan
Siehe: Liste der Berge oder Erhebungen in Japan

In Japan gibt es 13 Dreitausender mit einer Schartenhöhe über 300 m, die sich alle in den Japanischen Alpen auf der japanischen Hauptinsel Honshū befinden. Der Vulkan Fuji (富士山 Fuji-san) ist mit 3776 m der höchste Berg Japans.

## Neuseeland
Siehe: Liste der Berge oder Erhebungen in Neuseeland

In Neuseeland gibt es 10 Dreitausender mit einer Schartenhöhe über 300 m, die sich alle in den Neuseeländischen Alpen auf der neuseeländischen Südinsel befinden. Der Mount Cook ist mit 3724 m der höchste Berg Neuseelands.

## Dreitausender auf Inseln
Siehe: Liste der höchsten Inseln der Erde

Neben Neuguinea, wo der eigenständigste Dreitausender der Mount Suckling (3676 m) im äußersten Südosten der Insel ist, gibt es auf weiteren achtzehn Inseln Dreitausender: Taiwan (3952 m), Sumatra (3805 m), Ross-Insel (3794 m), Honshū (3776 m), Lombok (3726 m), Neuseeland, Südinsel  (3724 m), Teneriffa (3715 m), Grönland (3694 m), Java (3676 m), Sulawesi (3478 m), Sizilien (3403 m), Siple-Insel (3110 m), Hispaniola (3098 m), Réunion (3070 m), Maui (3055 m), Bali (3031 m), Seram (3027 m) und Bioko (3011 m).

## Nordamerika, Zentralamerika, Bergland von Guayana, Patagonische Anden

### Nordamerika
Im Westen Nordamerikas nimmt nördlich des 42. Breitengrades die Schroffheit und Vergletscherung der Dreitausender nach Norden hin kontinuierlich zu. Das zeigt sich bereits im Hochgebirgsareal der Rocky Mountains im Schnittpunkt der US-Bundesstaaten Wyoming, Idaho und Montana, das von den Great Plains im Osten bis zum Snake River im Süden und Westen und dem Montana Highway 200 mit dem Rogers Pass (1710 m) im Norden reicht und in der Wind River Range (bis 4207 m) und der Teton Range (bis 4199 m) die höchsten Gipfel besitzt. Die nördlich des Rogers Passes liegenden Gebirgsgruppen der Bob Marshall Ranges (Red Mountain: 2866 m), der Mission Range (McDonald Peak: 2993 m), der Glacier National Park Ranges (Mount Cleveland: 3190 m) und der Whitefish-MacDonald Range (Mount Doupe: 2670 m) können als südliche Ausläufer der Kanadischen Rocky Mountains gelten. Die Kanadischen Rocky Mountains bilden zusammen mit den westlich parallel verlaufenden Columbia Mountains, die durch das markante, aber schmale Grabensystem des Rocky Mountain Trench von den Kanadischen Rocky Mountains abgetrennt sind, und den genannten südlichen Ausläufern ein großes, kompaktes Gebirgssystem im Grenzgebiet der kanadischen Provinzen Alberta und British Columbia, dem Nordwesten Montanas, dem äußersten Norden Idahos und dem Nordosten Washingtons, das im südlichen Westen durch den Okanogan River und im nördlichen Westen durch den Fraser River begrenzt wird. Sowohl die Kanadischen Rocky Mountains als auch die Columbia Mountains sind stark vergletschert. Die höchsten Berge der Kanadischen Rocky Mountains sind Mount Robson (3954 m), Mount Columbia (3747 m), North Twin (3733 m), Mount Clemenceau (3664 m), Mount Alberta (3619 m), Mount Assiniboine (3618 m) und Mount Forbes (3617 m). Der Howse Peak (3295 m) erlangte traurige Berühmtheit durch den Tod der Spitzenbergsteiger David Lama, Hansjörg Auer und Jess Roskelley am 16. April 2019 durch Lawinenabgang. Die höchsten Berge der Columbia Mountains sind
Mount Sir Sandford (3519 m), Mount Sir Wilfrid Laurier (3516 m) und Mount Farnham (3493 m). In den Muskwa Ranges, die nordwestlich des Williston Lake den nördlichen Abschluss der Kanadischen Rocky Mountains bilden, wird im Ulysses Mountain (3024 m) noch einmal die 3000 m-Grenze überschritten.
In der Kaskadenkette liegen nördlich des Mount Shasta jenseits der Grenze zum Bundesstaat Oregon die bereits vergletscherten vulkanischen Dreitausender Three Sisters  (3159 m; 3062 m; 3074 m), Mount Jefferson (3199 m) und  Mount Hood (3425 m). Im Bundesstaat Washington setzt sich die Vulkankette fort im Mount Adams (3743 m), Mount Rainier, Glacier Peak (3213 m) und Mount Baker (3286 m). In der kanadischen Provinz British Columbia schließen nordwestlich des Fraser River die Coast Mountains an die Kaskadenkette an. Die höchsten eigenständigen Berge des südlichsten Areals der Coast Mountains, der Pacific Ranges, sind neben dem Mount Waddington (4019 m) der Mount Tiedemann (3838 m) und der Monarch Mountain (3555 m). Die Pacific Ranges werden bereits durch ausgedehnte Eiskappengebiete geprägt. Im nördlichen Areal der Coast Mountains, den Boundary Ranges, liegen die eigenständigen Dreitausender Mount Ratz (3090 m), Mussell Peak (3065 m), Noel Peak (3062 m) und Kates Needle (3053 m). In den Hochgebirgssystemen des südöstlichen Alaska, der Eliaskette (Alaska/Yukon-Territorium) und der Fairweather Range (Alaska/British Columbia) liegen die nördlichsten Dreitausender des amerikanischen Kontinents.
Die Dreitausender dieser Region mit einer Schartenhöhe über 2000 m sind von Ost nach West Mount Crillon (3879 m) in der Fairweather Range, Mount Tom White (3411 m) 180 km westlich des Mount Logan, Mount Drum (3661 m) in den Wrangell Mountains und Mount Kimball (3139 m) in der Delta Range, dem östlichsten Gebirgszug der Alaskakette. Südsüdwestlich der Gebirgsgruppe um den Denali folgen die Tordrillo Mountains mit dem Mount Torbert (3479 m) und die Chigmit Mountains mit den Vulkanen Mount Redoubt (3108 m) und Mount Iliamna (3054 m).

### Sierra Madre de Chiapas
Im Nordwesten Zentralamerikas zieht sich die Sierra Madre de Chiapas vom mexikanischen Bundesstaat Chiapas im Westen über Guatemala und El Salvador bis nach Honduras im Osten. Bis auf den Vulkan Tacaná (4067 m) auf der Grenze zwischen Mexiko und Guatemala und das Bergland um die Ortschaft El Porvenir de Velasco Suárez, das im El Madrón (3097 m, nach ArcGIS World Topographic Map) seine höchste Höhe erreicht, liegen alle Dreitausender der Sierra Madre de Chiapas vollständig in Guatemala.
Drei Kilometer südöstlich des El Madrón an dessen Nebengipfel El Mozotal (3066 m) teilt sich die von Nordwesten kommende Küstenkette der Sierra Madre de Chiapas in eine südliche, weiterhin nach Südosten verlaufende Gebirgskette und eine nördliche, nach Osten ziehende Kette. In der nördlichen Kette liegen von West nach Ost die Montañas Peña Blanca (3520 m), die Sierra de los Cuchumatanes (Cerro de los Cuervos 3837 m, La Torre 3828 m) und die Sierra de las Minas mit dem Cerro Raxón (peakvisor: 3018 m, ArcGIS World Topographic Map: 3006 m, Danish Maritime Authority: 2987 m).
An der südlichen Bruchkante der Hauptkette der Sierra Madre liegt eine Vielzahl markanter Vulkane. Eine Höhe über 3000 m haben von West nach Ost: Tacaná (4067 m), Tajumulco (4220 m), Cerro Serchil (3622 m, südöstlich des Tajumulco), Cerro Ixtajel (3267 m), Cerro Tuicacaix (3222 m), Siete Orejas (3370 m), Santa María (3772 m), Cerro Almolonga (3197 m), Santo Tomás (3505 m), Pico Zunil (3542 m), San Pedro (3020 m), Atitlán (3537 m), Tolimán (3158 m), Volcán de Fuego (3763 m), Acatenango (3975 m) und Volcán de Agua (3760 m). Im Hinterland der südlichen Bruchkante der Sierra Madre liegen weitere Gebirgsgruppen mit Höhen über 3000 Metern (von West nach Ost): das Bergland westlich der Ortschaft Tacaná (3348 m), die Berge nördlich und westlich von Sibinal (Cerro Cambá: 3405 m), das östlich anschließende Bergland nördlich der Ortschaft Ixchiguán (Cerro Cotzic: 3683 m), das Bergland nördlich der Ortschaft San Carlos Sija (Cero Patená: 3300 m, Cerro de Sija: 3033 m) und die Sierra Sija (3170 m) südwestlich derselben Ortschaft, die Sierra Santa Marita (3093 m) nordwestlich von Quetzaltenango und der Vulkan Cuxliquel (3041 m) nordöstlich derselben Stadt. Weiter nordöstlich liegt das weite Bergland um den Torre Benchmark (3403 m) und schließlich, nordöstlich des Lago de Atitlán, das Bergmassiv des Cerro de Técpan (3072 m).

### Costa Rica und Panama
Das höchste Gebirge Costa Ricas ist die Cordillera de Talamanca im zentralen Süden des Landes. Die eigenständigsten Dreitausender dieses Gebirgszugs sind von Nordwesten nach Südosten der Cerro Buenavista (3491 m), die Cerros Cuericí (3394 m), der Cerro Chirripó (3820 m), der Cerro Dúrika (3280 m), der Cerro Utjum (3071 m) und der Cerro Kámuk (3549 m). Die topografisch bruchlose Fortsetzung der Cordillera de Talamanca nach Südosten trägt jenseits der Grenze zu Panama den Namen Cordillera Central. Dort liegt, im Grenzgebiet zu Costa Rica, der Cerro Fábrega (3335 m), und weiter südöstlich der höchste Berg Panamas, der Volcán Barú (3474 m). In Costa Rica schließt nördlich der Cordillera de Talamanca eine Vulkankette an, die von Quesada im Nordwesten nach Turrialba im Südosten verläuft und in den Dreitausendern Irazú (3432 m) und Turrialba (3329 m) gipfelt.

### Bergland von Guayana
Für den höchsten Berg Brasiliens, den Pico da Neblina im Bergland von Guayana, galt bis zur Neuvermessung im Jahr 2004 eine Höhe von 3014 Metern. Die Neuvermessung ergab eine Höhe von 2994 Metern.

### Patagonische Anden
Die Gebirgsmassive der patagonischen Anden und deren bedeutende Gipfel mit einer Höhe über 3000 m
Im Gebiet des Südlichen Patagonischen Eisfelds liegen von Süden nach Norden: das Massiv des Cerro Bertrand (auch Cerro Agassiz; 3293 m) mit dem Cerro Roma (3195 m); das Massiv des Cordón Mariano Moreno (3485 m; Nordwestgipfel 3122 m; Westgipfel 3102 m) mit der Punta Bava (3269 m), dem Cerro dos Cuernos (3173 m) und dem Cerro dos Cumbres (3148 m), und das Massiv des Volcán Lautaro (3585 m). Östlich des Cordón Mariano Moreno liegen der Fitz Roy (3405 m; Cerro Poincenot 3002 m) und der Cerro Torre (3128 m), und 70 km nördlich dieser Gipfel das Massiv des Cerro Mellizo Sur (3340 m) mit dem Cerro Azul (3160 m) und dem Cerro el Celador (3070 m; Ostgipfel 3000 m).
Südöstlich des Nördlichen Patagonischen Eisfelds auf der Grenze zwischen Chile und Argentinien liegt der Monte San Lorenzo (auch Monte Cochrane, 3706 m; Cumbre Norte 3536 m; Cumbre Central 3367 m; Cumbre Buscaini 3355 m; Torrecilla 3163 m; El Faro 3138 m).
Im Nördlichen Patagonischen Eisfeld liegen von Süden nach Norden: der Cerro Pared Norte (3022 m), der Cerro Arco (3029 m), der Cerro Arenales (3453 m) und der Cerro Garcia (3048 m; möglicherweise auch unter 3000 m). 40 km nordnordöstlich des Cerro Arenales liegt der Cerro Hyades (3053 m) und wiederum 30 km weiter nordnordwestlich das Massiv des Monte San Valentin (4058 m; Cerro Pico Sur 3218 m) mit dem Cerro Cuerno de Plata (3758 m) und dem Cerro Fierro (3281 m).
Geht man von einer Ausdehnung der patagonischen Anden im Norden bis zum Río Bío Bío aus, sind weitere drei Dreitausender zu nennen: 600 km nördlich des Monte San Valentin liegt der Cerro Tronador (3491 m), weiter nördlich der Volcán Lanín (3747 m) und der Volcán Llaima (3125 m).

## Sibirien
Südwestlich des Baikalsees liegt das weiträumige Bergland des  Sajangebirges (Munku Sardyk 3492 m), und nordöstlich des Baikalsees die Großlandschaft der Baikal Area Ranges, deren höchste Areale im geografisch enger gefassten Gebiet des Stanowoihochlandes (Pik BAM 3072 m; Yuzhno Muiskyy Khrebet High Point 3067 m) liegen. Die zwei höchsten Gebirgszüge im Ostsibirischen Bergland sind das Tscherskigebirge (Pobeda 3003 m) und das Suntar-Chajata-Gebirge (Mus Chaja 2959 m), das die 3000 m nur knapp verfehlt.
Auf der Halbinsel Kamtschatka  liegen neben drei Viertausendern weitere sieben Vulkane mit einer Höhe zwischen 3000 m und 4000 m. Im höchsten Gebirgsareal Kamtschatkas um die Kljutschewskaja Sopka liegen drei Dreitausender: Unmittelbar südlich des Krestovsky (4108 m) liegt der Uschkowski (3903 m) und weiter südlich der Tolbatschik (3682 m). Etwas weiter östlich, südlich des Kamen (4579 m), befindet sich der Vulkan Simina (3081 m). 80 km nordnordöstlich der Kljutschewskaja Sopka liegt der Vulkan Schiwelutsch (3283 m), und westsüdwestlich im Sredinny-Höhenrücken die Itschinskaja Sopka (3621 m). 145 km südlich der Kljutschewskaja Sopka liegt die Kronozkaja Sopka (3528 m), und weitere 200 km südwestlich die Korjakskaja Sopka (3456 m) nördlich von Petropawlowsk-Kamtschatski.